# Weltoffenes Sachsen für Demokratie und Toleranz
Weltoffenes Sachsen für Demokratie und Toleranz ist ein im April 2005 im Freistaat Sachsen ins Leben gerufenes politisches Programm zur Bekämpfung von Rechtsextremismus, Rassismus und Antisemitismus. Die Schaffung eines solchen Programms war im Koalitionsvertrag zwischen CDU und SPD für die 4. Legislaturperiode des Sächsischen Landtages festgelegt worden.

## Koordination
Der stellvertretenden Regierungssprecher des Freistaates Sachsen Andreas Beese wurde zum Koordinator des Programms benannt. Als Mitglieder des geschaffenen Beirates wurden die Ausländerbeauftragte des Freistaates Sachsen Friederike de Haas, Ralf Hron (als Vertreter der Gewerkschaften), Werner Scheibe (als Vertreter der Kirchen), Ullrich Gintzel (als Vertreter der Wissenschaft), Stefan Schönfelder (als Vertreter der Weiterbildungsträger), Ulrich Rienth (als Vertreter der Wirtschaft) und den Mitgliedern des Landtags Lars Rohwer, Martin Dulig und Falk Neubert  berufen.

## Ziele
Das Landesprogramm verfolgt fünf verschiedene Programmziele:
1. Wahrnehmung von Extremismus, Rassismus und Antisemitismus als andauernde gesellschaftliche Themen
2. Stärkung demokratischer Werte in einer aktiven Bürgergesellschaft
3. Mobilisierung der Bürger gegen totalitäres Denken und für Toleranz und Solidarität
4. Qualifizierung und Beratung von Fachkräften im Umgang mit Gewalt und Extremismus, insbesondere Multiplikatorenschulung und Netzwerkarbeit
5. Opferschutz.

Im Jahr 2005 wurden durch das Programm landesweit 865 Projekte und Veranstaltungen gefördert.

## Finanzierung
Für die Jahre 2005 und 2006 wurden jeweils 2 Millionen Euro aus dem sächsischen Landeshaushalt zur Verfügung gestellt, die sich wie folgt aufgliedern:
- Kosten für wissenschaftliche Begleitung und Beratung: 200.000 Euro
- Ressortübergreifende Öffentlichkeitsarbeit: 590.000 Euro
- Zuschüsse an Freie Träger, Vereine und Verbände: 1.010.000 Euro
- Sonstige Zuweisungen an Gemeinden und Gemeindeverbände: 200.000 Euro[3]

2005 stellten 195 Projekte Anträge für die zur Verfügung stehenden 1,21 Millionen Euro, von denen 119 abgelehnt und 76 bewilligt wurden. 2006 erhielten 67 Projekte Fördermittel in Höhe von 1.055.130,50 Euro.